# برایان چمبرز
برایان چمبرز (انگلیسی: Brian Chambers؛ زادهٔ ۳۱ اکتبر ۱۹۴۹) فوتبالیست اهل بریتانیا است.
از باشگاه‌هایی که در آن بازی کرده‌است می‌توان به باشگاه فوتبال آرسنال، باشگاه فوتبال ای. اف. سی بورنموث، باشگاه فوتبال لوتون تاون، باشگاه فوتبال ساندرلند، باشگاه فوتبال میلوال، و باشگاه فوتبال پول تاون اشاره کرد.